# Vic Keeble
Victor Albert Williams Keeble, conosciuto principalmente come Vic Keeble (Colchester, 25 giugno 1930 – Essex, 29 gennaio 2018) è stato un calciatore inglese, di ruolo attaccante.

## Biografia
Suo figlio Chris è stato a sua volta un calciatore, esordendo tra i professionisti con il Colchester United, lo stesso club in cui Vic esordì ad inizio carriera.

## Caratteristiche tecniche
Giocava come centravanti. Era un ottimo colpitore di testa.

## Carriera
Esordisce nel Colchester Utd, club della sua città natale, nel 1947, all'età di 17 anni, venendo acquistato dal King George V Boys Club, club giovanile il cui giocava, per 10 sole sterline. Nella sua partita di esordio, il 30 agosto 1947, segna una tripletta contro il Bedford, terminando il campionato di Southern Football League (una delle principali leghe non professionistiche inglesi dell'epoca) con 8 reti in 12 presenze.
L'anno seguente realizza ulteriori 8 reti in 12 presenze, mentre nella stagione 1949-1950 va a segno per 43 volte in 45 partite di campionato: a fine stagione il club viene ammesso nella Football League, nel campionato di Third Division South, in cui Keeble esordisce segnando una tripletta contro il Norwich City. Nella sua prima stagione da professionista totalizza complessivamente 7 reti in 21 presenze, mentre nel campionato seguente va a segno 16 volte in 25 presenze, per poi essere ceduto nel gennaio del 1952 al Newcastle Utd, club di prima divisione, per 15000 sterline. Lascia quindi il Colchester United dopo 5 stagioni, con un bilancio totale di 115 presenze ed 82 reti in campionato, 4 presenze ed una rete in FA Cup e 11 presenze e 6 reti nella Southern League Cup, per un totale complessivo di 89 reti in 131 partite ufficiali.
Debutta con il Newcastle il 12 marzo 1952 in una partita di campionato contro il Chelsea; chiude la sua prima stagione con i Magpies con 3 reti in sole 5 presenze, tutte in campionato; l'anno seguente, pur iniziando la stagione come riserva, diventa titolare in corso d'opera a causa di un infortunio a Jackie Milburn: per questo motivo gioca 17 partite nella First Division 1952-1953 (in cui segna 6 reti), oltre a 2 partite (con altrettante reti) in FA Cup ed una doppietta nel Charity Shield. Nella stagione 1953-1954 torna ad essere impiegato con minor frequenza, mantenendo comunque delle ottime medie realizzative: segna infatti una rete nella sua unica presenza stagionale in FA Cup e 6 reti in 11 presenze in First Division. Nel 1954 inizia a venire impiegato insieme a Milburn e non in alternativa: giocando in coppia con lui, trascorre tra il 1954 ed il 1956 le 2 sue migliori stagioni in carriera, sia in termini di risultati individuali (10 reti in 19 presenze nella First Division 1954-1955 ed addirittura 26 reti in 32 presenze nella First Division 1955-1956, grazie a cui è il terzo miglior marcatore del campionato; in aggiunta, totalizza anche 13 presenze e 8 reti in FA Cup nell'arco del biennio) sia a livello di squadra: vince infatti la FA Cup 1954-1955. Nella stagione 1956-1957 finisce invece progressivamente per perdere il posto da titolare, a causa di una serie di infortuni: gioca infatti solamente 14 partite di campionato, segnandovi 4 gol. Nel 1957, dopo aver segnato un gol in 4 presenze (arrivando così ad un bilancio totale di 69 reti in 121 presenze con il Newcastle, di cui 56 reti in 104 presenze nel campionato di prima divisione), si trasferisce a campionato iniziato per 10000 sterline al West Ham Utd, club di seconda divisione allenato da Ted Fenton, l'allenatore che l'aveva portato al Colchester United ad inizio carriera.
Qui, conclude la stagione 1957-1958 segnando 19 reti in 29 presenze nel campionato di seconda divisione, decisive per la promozione in prima divisione (e per la vittoria del campionato) degli Hammers, con cui gioca fino al termine della stagione 1959-1960, segnando ulteriori 26 reti (20 delle quali nella First Division 1958-1959) in 47 presenze in questa categoria, prima di abbandonare il calcio professionistico all'età di 29 anni per colpa di un grave infortunio alla schiena.
In carriera ha totalizzato complessivamente 151 partite ed 82 reti nella prima divisione inglese. Dopo il ritiro, nel corso degli anni '70 ha ricoperto ruoli dirigenziali prima nel Colchester United e poi nel Chelmsford City.

## Palmarès

### Club

#### Competizioni nazionali
- Coppa d'Inghilterra: 1

Newcastle: 1954-1955
- Campionato inglese di seconda divisione: 1

West Ham: 1957-1958